# 頼重院
頼重院（らいじゅういん）は、長野県諏訪市にある曹洞宗の寺院。諏訪頼重の菩提寺。

## 歴史
1542年（天文11年）7月、諏訪頼重は武田信玄に攻められ甲府で自害。その菩提寺として建立。

## 文化財
- 頼重院供養塔[1] - 市指定有形文化財

## 参考
- 紹介ページ